# Dierks Bentley

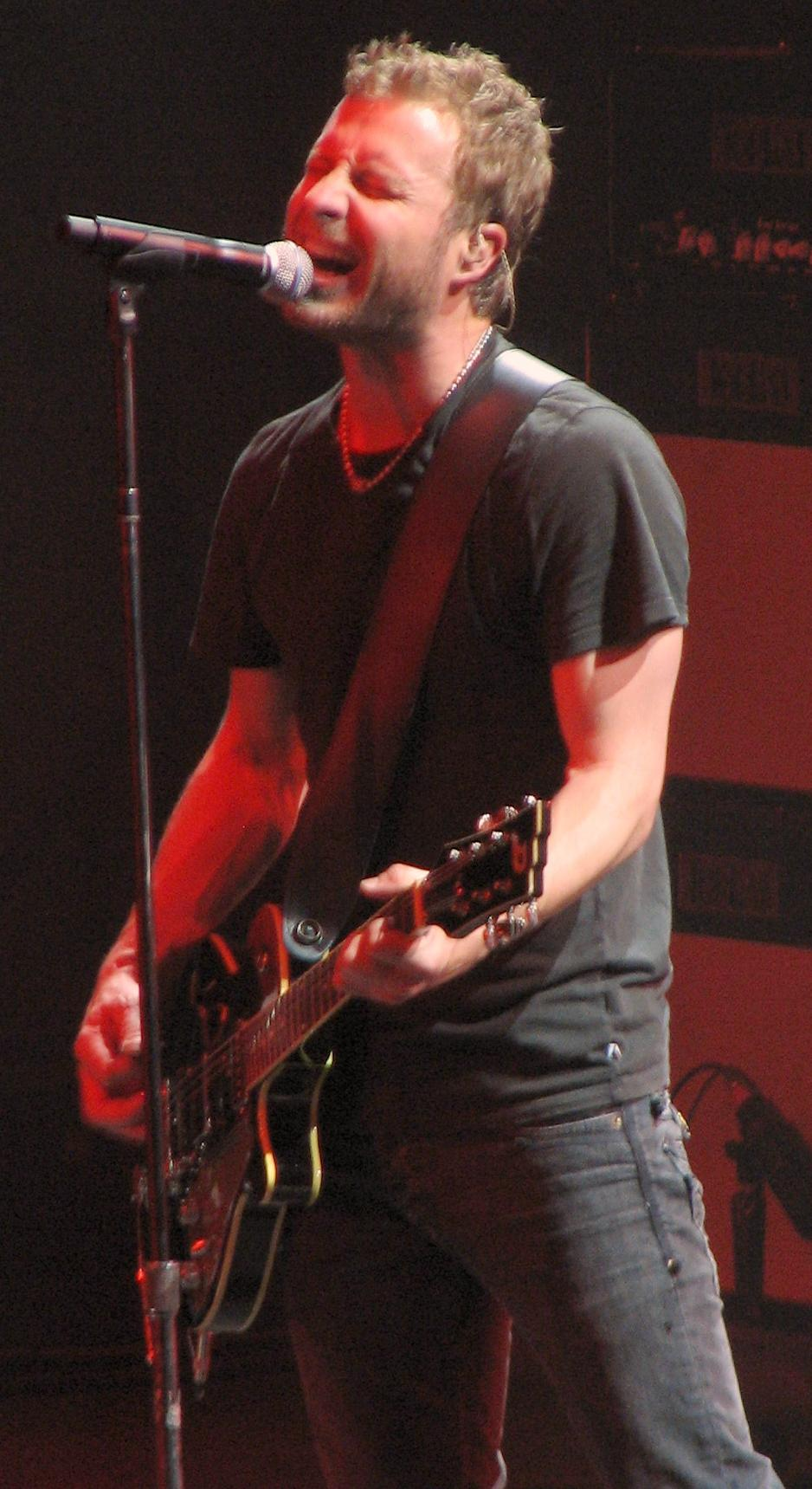
Dierks Bentley

Dierks Bentley (Phoenix (Arizona), 20 november 1975) is een Amerikaanse countryartiest. Hij debuteerde in 2003 met de single "What Was I Thinkin" voor Capitol Records, die de eerste plaats bereikte op de Amerikaanse Billboardlijst voor countrymuziek. In 2003 kwam ook zijn debuutalbum "Dierks Bentley" uit. Dit album werd net als zijn opvolger uit 2005 Modern Day Drifter platina in de Verenigde Staten. Zijn derde album uit 2006 getiteld "Long Trip Alone", werd goud.
Dierks Bentley groeide niet op met countrymuziek, maar de interesse werd gewekt toen een vriend de song "Man to Man" van Hank Williams speelde. Toen hij 19 jaar was verhuisde hij naar Nashville waar hij lange tijd geen succes kende. Hij werkte bij TNN Television en deed onderzoek naar oude country muziek en ging naar bluegrass-bars zoals de Station Inn. Ondertussen werkte hij gestaag aan zijn eigen muziekcarrière wat uiteindelijk in 2003 tot zijn doorbraak leidde.
Dierks Bentley is getrouwd met Cassidy Black en woont nog steeds in Nashville, Tennessee.

## Discografie

### Albums
- 2003: Dierks Bentley
- 2005: Modern Day Drifter
- 2006: Long Trip Alone
- 2009: Feel That Fire
- 2010: Up On The Ridge
- 2012: Home
- 2014: Riser
- 2016: Black
- 2018: The Mountain